# Partizánska Ľupča
Partizánska Ľupča este o comună slovacă, aflată în districtul Liptovský Mikuláš din regiunea Žilina. Localitatea se află la altitudinea de 563 m deasupra n.m., se întinde pe o suprafață de 92,4 km2 și în 2017 număra 1.236 de locuitori. Se învecinează cu comuna Malatíny.

## Istoric
Localitatea Partizánska Ľupča este atestată documentar din 1252.

## Demografie
| An:                | 1994 | 2004   | 2014   | 2024   |
| ------------------ | ---- | ------ | ------ | ------ |
| Număr de persoane: | 1268 | 1242   | 1234   | 1299   |
| Diferență:         |      | −2,05% | −0,64% | +5,26% |

| An:                | 2023 | 2024   |
| ------------------ | ---- | ------ |
| Număr de persoane: | 1320 | 1299   |
| Diferență:         |      | −1,59% |